# Medribnik
Medribnik je naselje v Občini Cirkulane.

## Opis
Medribnik so prvi naseljenci zelo hitro naselili zaradi njegove lepe lege ob potoku Belici, ki ima svoj izvir v gozdu imenovanem Belšak. Precej hitro so ga odkrili tudi grajski gospodje na Borlu, saj so si v tem območju naredili po pripovedovanju domačinov tri ribnike, ki so dali kraju tudi ime.